# Evromajdan
Evromajdan (ukrajinsko Євромайда́н, latinizirano: Jevromajdán, dob. 'Evrotrg', IPA: [jeu̯romɐjˈdɑn]) ali majdanska vstaja je bil val demonstracij in državljanskih nemirov v Ukrajini, ki se je začel 21. novembra 2013 z velikimi protesti na Majdanu Nezaležnosti (Trgu neodvisnosti) v Kijevu. Proteste je sprožila nenadna odločitev ukrajinske vlade, da ne podpiše pridružitvenega sporazuma med Evropsko unijo in Ukrajino ter se raje odloči za tesnejše povezave z Rusijo in Evrazijsko ekonomsko unijo. Ukrajinski parlament je z večino glasov podprl sklenitev sporazuma z EU, medtem ko je Rusija pritiskala na Ukrajino, naj ga zavrne. Protesti so se postopoma razširili s pozivi k odstopu predsednika Viktorja Janukoviča in vlade Mikole Azarova. Protestniki so nasprotovali po njihovem mnenju razširjeni vladni korupciji, vplivu oligarhov, zlorabi oblasti in kršenju človekovih pravic v Ukrajini. Organizacija Transparency International je Janukoviča označila za najboljši primer korupcije na svetu. Nasilno razganjanje protestnikov 30. novembra je povzročilo še dodatno jezo. Evromajdan je privedel do revolucije dostojanstva leta 2014.
Med vstajo je bil Trg neodvisnosti (Majdan) v Kijevu ogromen protestni tabor, ki ga je zasedalo na tisoče protestnikov, varovale pa so ga provizorične barikade. V njem so bile kuhinje, ambulante prve pomoči in radijske postaje ter odri za govore, predavanja, razprave in predstave. Varovale so ga enote »samoobrambe Majdana«, sestavljene iz prostovoljcev v improviziranih uniformah in čeladah, ki so nosili ščite ter bili oboroženi s palicami, kamni in molotovkami. Protesti so potekali tudi v številnih drugih delih Ukrajine. V Kijevu je 1. decembra prišlo do spopadov s policijo, 11. decembra pa je policija napadla tabor. Sredi januarja so se protesti okrepili, saj je vlada sprejela drakonske zakone proti protestom. Od 19. do 22. januarja je prišlo do smrtonosnih spopadov na Ulici Mihajla Gruševskega. V številnih regijah Ukrajine so protestniki zasedli vladne stavbe. Vstaja je dosegla vrhunec 18. in 20. februarja, ko je v ostrih spopadih med aktivisti Majdana in policijo v Kijevu bilo ubitih skoraj 100 protestnikov in 13 policistov.
Janukovič in voditelji parlamentarne opozicije so 21. februarja podpisali sporazum, ki je pozival k oblikovanju začasne vlade enotnosti, ustavnim reformam in predčasnim volitvam. Kmalu po sklenitvi sporazuma so Janukovič in drugi vladni ministri pobegnili iz države. Parlament je nato odstavil Janukoviča s položaja in imenoval začasno vlado. Revoluciji dostojanstva sta kmalu sledila ruska priključitev Krima in proruski nemiri v vzhodni Ukrajini.

## Pregled
Demonstracije so se začele v noči na 21. november 2013, ko so v prestolnici Kijev izbruhnili protesti, potem ko je ukrajinska vlada zavrnila osnutke zakonov, ki bi omogočili izpustitev zaprte opozicijske voditeljice Julije Timošenko, in prekinila priprave na podpis pridružitvenega sporazuma med Ukrajino in Evropsko unijo, z namenom, da bi si prizadevala za tesnejše gospodarske odnose z Rusijo. 24. novembra 2013 so se začeli spopadi med protestniki in policijo. Protestniki so si prizadevali prebiti kordon. Policija je uporabila solzivec in pendreke. Protestniki so tudi uporabili solzivec in nekaj petard (po navedbah policije so jih prvi uporabili protestniki). Po nekaj dneh demonstracij se je protestom pridružilo vedno več univerzitetnih študentov. Evromajdan je bil označen kot dogodek z veliko politično simboliko za samo Evropsko unijo, zlasti kot »največje proevropsko zborovanje v zgodovini«.
Protesti so se nadaljevali kljub močni prisotnosti policije, rednim temperaturam pod lediščem in snegu. Zaradi stopnjevanja nasilja vladnih sil v zgodnjih jutranjih urah 30. novembra so se protesti še povečali in po navedbah ruskega opozicijskega politika Borisa Nemcova je 1. in 8. decembra v Kijevu demonstriralo od 400 do 800 tisoč protestnikov. V prejšnjih tednih se je organiziranih shodov udeležilo od 50.000 do 200.000 protestnikov. Nasilni shodi so potekali od 1. decembra in od 19. januarja do 25. januarja kot odziv na policijsko brutalnost in vladno represijo. Od 23. januarja so aktivisti Evromajdana v uporu zasedli več vladnih stavb zahodnoukrajinskih oblasti in regionalnih svetov. V rusko govorečih mestih Zaporožje, Sumi in Dnipropetrovsk so protestniki prav tako poskušali zavzeti stavbe lokalnih oblasti, pri čemer so jih policisti in podporniki vlade močno ovirali.

Po mnenju novinarke Lecie Bushak, objavljenem v reviji Newsweek 18. februarja 2014,
Evromajdan je prerasel v nekaj veliko večjega kot le jezno odzivanje na propadli dogovor z EU. Zdaj gre za odstavitev Janukoviča in njegove skorumpirane vlade, za odvrnitev Ukrajine od 200 let trajajočega, globoko prepletenega in bolečega odnosa z Rusijo ter za zavzemanje za osnovne človekove pravice do protestiranja, svobodnega govora in mišljenja ter mirnega delovanja brez grožnje s kaznijo.
Prelomni trenutek se je zgodil konec februarja, ko je pobegnilo ali prebegnilo dovolj članov predsednikove stranke, da je ta izgubila večino v parlamentu, opozicija pa je ostala dovolj velika, da je lahko oblikovala potreben kvorum. To je parlamentu omogočilo sprejetje vrste zakonov, s katerimi so iz Kijeva umaknili policijo, preklicali akcije proti protestom, obnovili ustavo iz leta 2004, izpustili politične zapornike in odstavili predsednika Janukoviča s položaja. Janukovič je potem pobegnil v drugo največje ukrajinsko mesto Harkov in ni hotel priznati odločitev parlamenta, nato pa je pobegnil v Rusijo. Parlament je predčasne volitve določil za maj 2014.
V začetku leta 2019 je ukrajinsko sodišče Janukoviča spoznalo za krivega veleizdaje. Janukovič je bil obtožen tudi, da je Vladimirja Putina prosil, naj pošlje ruske vojake v Ukrajino, potem ko je sam pobegnil iz države. Obtožbe so imele le malo praktičnega učinka na Janukoviča, ki živi v izgnanstvu v ruskem mestu Rostov, odkar je leta 2014 z oboroženim spremstvom pobegnil iz Ukrajine.